# Abbaye de Rushen
L'abbaye de Rushen (Rushen Abbey en anglais) est une abbaye cistercienne située sur la rive droite de la Silverburn, près de Ballasalla (paroisse de Malew), sur l'île de Man.
Elle fut fondée au XIIe siècle puis dissoute au XVIe siècle. Au début du XXe siècle, les ruines devinrent une destination touristique prisée, particulièrement appréciée pour les fraises et la crème servies dans ses jardins. En mai 1998, elle devint la propriété de la Manx National Heritage qui put engager des travaux de restauration.

## Histoire

### Fondation
La naissance de l'abbaye de Rushen remonte à 1134 lorsque le roi de l'île de Man Olaf Ier, fils de Godred Crovan, demande son avis à l'abbé Ivo de Furness (comté de Cumbria) au sujet de l'élection d'un évêque sur le diocèse de Man et des Îles (futur diocèse de Sodor et Man) et lui propose une terre sur laquelle il pourra s'installer avec sa communauté monastique. Selon d'autres historiens, c'est l'abbé de Furness qui demande à Olaf l'autorisation d'évangéliser l'île et celui-ci, en retour, offre des terres aux moines. Les Chroniques de Man relatent qu'en l'an 1134, « le roi Olaf offrit à Ivo, abbé de Furness, une part de ses terres sur Man pour construire une abbaye au lieu qu'on appelle Rushen. » Pour l'ordre monastique, l'objectif est de créer une annexe à l'abbaye de Furness. Olaf, lui, voit dans son offre généreuse un avantage politique certain car il est assuré d'être considéré de la sorte comme un souverain protecteur du christianisme. C'est sans doute la même raison qui pousse son fils, Godred II, dès son accession au trône en 1154, à confirmer l'accord qui autorise les moines de Furness à désigner l'évêque du diocèse de Sodor et Man. Le fils de Godred, Ragnald IV, devenu roi, confirmera à nouveau le don de terres en 1188, tout comme une bulle d'Eugène III en 1152, une autre d'Urbain III en 1186, et enfin une dernière de Célestin III en 1194.
Le cartulaire de Furness révèle que l'offre de Godred est au départ destinée à l'abbaye de Rievaulx (Yorkshire du Nord), accord qui ne se fait pas, pour une raison non précisée. À la fondation de l'abbaye de Rushen, en 1134, l'abbaye de Furness appartient à l'ordre de Savigny mais, treize ans plus tard, en 1147, elle devient cistercienne. Rushen connaîtra fort logiquement le même changement.

### Construction
Les premiers éléments de l'abbaye sont probablement construits en bois, la pierre étant employée ultérieurement. Les moines étaient sans doute employés comme main-d'œuvre au cours de ces chantiers, le travail représentant une partie de leur vie monacale.
Le matériau principal ayant servi à la construction de l'ensemble des bâtiments de l'abbaye de Rushen est la pierre calcaire. Le grès jaune de Grande-Bretagne est aussi très utilisé dans l'ajout d'éléments décoratifs, tels que des bords de fenêtres ou de portes.